# غيراري
غيراري هي منطقة سكنية تقع في إقليم تاجورة. هي ترتفع عن مستوى سطح، البحر 831 متر.

## المناخ
يظهر الجدول التالي التغييرات المناخية على مدار السنة لغيراري:
| البيانات المناخية لـغيراري               | البيانات المناخية لـغيراري | البيانات المناخية لـغيراري | البيانات المناخية لـغيراري | البيانات المناخية لـغيراري | البيانات المناخية لـغيراري | البيانات المناخية لـغيراري | البيانات المناخية لـغيراري | البيانات المناخية لـغيراري | البيانات المناخية لـغيراري | البيانات المناخية لـغيراري | البيانات المناخية لـغيراري | البيانات المناخية لـغيراري | البيانات المناخية لـغيراري |
| الشهر                                    | يناير                      | فبراير                     | مارس                       | أبريل                      | مايو                       | يونيو                      | يوليو                      | أغسطس                      | سبتمبر                     | أكتوبر                     | نوفمبر                     | ديسمبر                     | المعدل السنوي              |
| ---------------------------------------- | -------------------------- | -------------------------- | -------------------------- | -------------------------- | -------------------------- | -------------------------- | -------------------------- | -------------------------- | -------------------------- | -------------------------- | -------------------------- | -------------------------- | -------------------------- |
| متوسط درجة الحرارة الكبرى °م (°ف)        | 24.7 (76.5)                | 24.9 (76.8)                | 26.9 (80.4)                | 28.9 (84.0)                | 32.1 (89.8)                | 35.3 (95.5)                | 35.9 (96.6)                | 35.0 (95.0)                | 33.1 (91.6)                | 29.7 (85.5)                | 26.8 (80.2)                | 25.0 (77.0)                | 29.9 (85.7)                |
| متوسط درجة الحرارة الصغرى °م (°ف)        | 14.2 (57.6)                | 15.7 (60.3)                | 17.6 (63.7)                | 19.6 (67.3)                | 22.1 (71.8)                | 25.0 (77.0)                | 24.7 (76.5)                | 24.1 (75.4)                | 23.8 (74.8)                | 19.9 (67.8)                | 17.0 (62.6)                | 15.5 (59.9)                | 19.9 (67.9)                |
| الهطول مم (إنش)                          | 28 (1.1)                   | 27 (1.1)                   | 19 (0.7)                   | 23 (0.9)                   | 12 (0.5)                   | 6 (0.2)                    | 20 (0.8)                   | 31 (1.2)                   | 31 (1.2)                   | 12 (0.5)                   | 32 (1.3)                   | 24 (0.9)                   | 265 (10.4)                 |
| المصدر: Climate-Data.org, altitude: 841m |                            |                            |                            |                            |                            |                            |                            |                            |                            |                            |                            |                            |                            |